# Р
Р, р は、キリル文字のひとつ。ラテン文字の P と同形であるが、ラテン文字の P（ピー）がギリシャ文字の Π（パイ）に由来するのに対し、この文字はギリシャ文字の Ρ（ロー）に由来する文字で、ラテン文字の R に相当する。

## 呼称
- ロシア語：エル
- ウクライナ語：エル
- ブルガリア語：ル
- キルギス語：エル

## 音素
原則として /r/ を表す。巻き舌の音であり、英語やフランス語、ドイツ語の発音とは異なる。

## アルファベット上の位置
- ロシア語、ベラルーシ語の第 18 字母
- ウクライナ語、マケドニア語の第 21 字母
- ブルガリア語の第17字母、セルビア語の第 20 字母

## 符号位置
| 大文字 | Unicode | JIS X 0213 | 文字参照        | 小文字 | Unicode | JIS X 0213 | 文字参照        | 備考 |
| ------ | ------- | ---------- | --------------- | ------ | ------- | ---------- | --------------- | ---- |
| Р      | U+0420  | 1-7-18     | &#x420; &#1056; | р      | U+0440  | 1-7-66     | &#x440; &#1088; |      |